# 維拉科柳山 (玻利維亞-智利)
20°20′S 68°39′W / 20.333°S 68.650°W

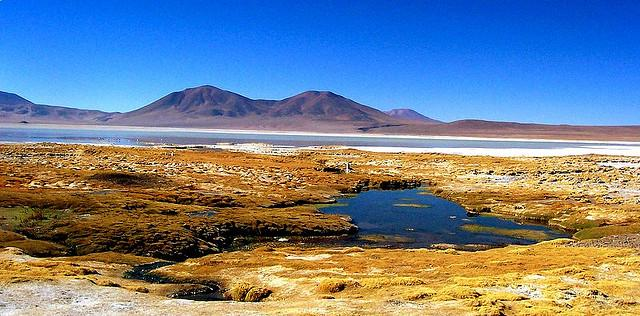

維拉科柳山（Wila Qullu），是南美洲的山峰，位於玻利維亞和智利接壤的邊境，屬於安第斯山脈中玻利維亞西部山脈的一部分，海拔高度4,948米。